# Jiří Holubec
Jiří Holubec, né le 3 mars 1966 à Jilemnice, est un biathlète tchèque qui a représenté la Tchécoslovaquie. 

## Biographie
Jiří Holubec commence à prendre part à la Coupe du monde et aux Championnats du monde en 1986, se classant onzième du sprint.
En 1988, juste après un podium en relais à Ruhpolding, il prendre part aux Jeux olympiques de Calgary. 
Il remporte une médaille d'argent aux Championnats du monde 1990 sur la course par équipes. Individuellement, il obtient son meilleur résultat en mondial en 1993 sur l'individuel avec le septième rang. En 1992, il enregistre son meilleur résultat individuel en Coupe du monde à Ruhpolding et son meilleur résultat individuel aux Jeux olympiques, avec une quinzième position sur l'individuel.
En 1998, il participe à ses quatrièmes Jeux olympiques à Nagano, sur lesquels il prend sa retraite sportive.
Son frère Tomáš est aussi biathlète de haut niveau.

## Palmarès

### Jeux olympiques d'hiver
| Nat.            | Épreuve / Édition   | Individuel | Sprint | Relais |
| --------------- | ------------------- | ---------- | ------ | ------ |
| Tchécoslovaquie | JO 1988 Calgary     | 32e        | 28e    | 11e    |
| Tchécoslovaquie | JO 1992 Albertville | 15e        | 23e    | 7e     |
| Tchéquie        | JO 1994 Lillehammer | 17e        | 29e    | 12e    |
| Tchéquie        | JO 1998 Nagano      | 34e        | -      | 14e    |

### Championnats du monde
- Championnats du monde 1990 à Minsk (Union soviétique), Oslo (Norvège) et Kontiolahti (Finlande) :
  -  Médaille d'argent à la course par équipes.

### Coupe du monde
- 3 podiums en relais.
- Meilleur résultat individuel : 4e.